# 겐나디 부르불리스

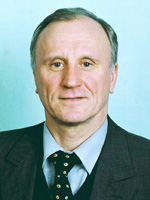
2004년 모습

겐나디 부르불리스(본명: 겐나디 에두아르도비치 부르불리스, 러시아어: Генна́дий Эдуа́рдович Бу́рбулис, 1945년 8월 4일 ~ 2022년 6월 19일)는 러시아의 정치인이다. 보리스 옐친의 가까운 동료인 그는 국무장관을 포함하여 러시아 최초의 정부에서 여러 고위 직책을 맡았으며 러시아를 대신하여 벨라베자 조약의 초안 작성자이자 서명자 중 한 명이었다. 그는 1980년대 후반과 1990년대 초반에 가장 영향력 있는 러시아 정치인 중 한 명이자 러시아 정치 및 경제 개혁의 주요 설계자 중 한 명이었다.